# Choruschewka
Choruschewka (russisch Хоружевка) ist ein Weiler (chutor) in der Oblast Kursk in Russland. Er gehört zum Rajon Kursk und zur Landgemeinde (selskoje posselenije) Lebjaschenski selsowjet.

## Geographie
Der Ort liegt gut 14 km Luftlinie südöstlich des Oblastverwaltungszentrums Kursk im südwestlichen Teil der Mittelrussischen Platte, 3 km vom Sitz des Dorfsowjet – Tscherjomuschki, 85 km vor Grenze zwischen Russland und der Ukraine, am Fluss Mlodat (linker Nebenfluss des Seim).

### Klima
Das Klima im Ort ist wie im Rest des Rajons kalt und gemäßigt. Es gibt während des Jahres eine erhebliche Niederschlagsmenge. Dfb lautet die Klassifikation des Klimas nach Köppen und Geiger.

## Bevölkerungsentwicklung
| Jahr | Einwohner |
| ---- | --------- |
| 2002 | 39        |
| 2010 | ▼34       |

Anmerkung: Volkszählungsdaten

## Verkehr
Choruschewka liegt 3,5 km vor Straße interkommunaler Bedeutung 38N-416 (Kursk – Petrin), an der Straße 38N-048 (2. Bukrejewo – Choruschewka – Smorodnoje) und 12 km von der nächsten Eisenbahnhaltestelle 465 km (Eisenbahnstrecke Lgow-Kijewskij – Kursk) entfernt.
Der Ort liegt 104 km vom internationalen Flughafen von Belgorod entfernt.